# 国道P-8号線 (エリトリア)
国道P-8号線（こくどうぴーはちごうせん、英語: P-8）とは、エリトリアの第1級国道。

## 概要
国道P-8号線は、ガテライから北上しシェバを経由してシェエブに至っている。アスファルトで舗装がなされている。